# АЭС Лагуна-Верде
АЭС Лагуна-Верде (исп. Central Nuclear Laguna Verde) — действующая первая и единственная атомная электростанция в Мексике.
АЭС Лагуна-Верде расположена на восточном побережье Мексиканского залива в муниципалитете Альто-Лусеро-де-Гутьеррес-Барриос штата Веракрус в 70 километрах к северу от города Веракрус.
На атомной станции установлены два кипящих водных реактора типа BWR-5 мощностью 682,5 МВт каждый. Первый реактор был запущен в 1990 году, второй — в 1995. В 2008—2010 годах на атомной станции проходила модернизация, позволившая увеличить мощность на 20 % до текущего состояния в 1 640 МВт. На текущий момент единственная АЭС в Мексике Лагуна-Верде покрывает лишь 2 % потребности страны в электроэнергии.
Срок эксплуатации двух реакторов атомной станции Лагуна-Верде составляет 40 лет и продлится соответственно до 2029 и 2037 годов. Дальнейшего развития АЭС Лагуна-Верде в планах правительства Мексики пока нет.

## Информация об энергоблоках
| Энергоблок     | Тип реакторов | Мощность | Мощность | Начало строительства | Физпуск    | Подключение к сети | Ввод в эксплуатацию | Закрытие |
| Энергоблок     | Тип реакторов | Чистый   | Брутто   | Начало строительства | Физпуск    | Подключение к сети | Ввод в эксплуатацию | Закрытие |
| -------------- | ------------- | -------- | -------- | -------------------- | ---------- | ------------------ | ------------------- | -------- |
| Лагуна-Верде-1 | BWR, BWR-5    | 780 МВт  | 805 МВт  | 01.10.1976           | 08.11.1988 | 13.04.1989         | 29.07.1990          | —        |
| Лагуна-Верде-2 | BWR, BWR-5    | 780 МВт  | 810 МВт  | 01.06.1977           | 06.09.1994 | 11.11.1994         | 10.04.1995          | —        |